# Jiri
Jiri (nep. जिरीा) – gaun wikas samiti w środkowej części Nepalu w strefie Dźanakpur w dystrykcie Dholkha. Według nepalskiego spisu powszechnego z 2001 roku liczył on 2107 gospodarstw domowych i 8508 mieszkańców (4241 kobiet i 4267 mężczyzn).